# Bhavatharini
Bhavatharini Ilaiyaraaja conocida artísticamente como Bhavatharini (Tamil Nadu, 23 de julio de 1976-25 de enero de 2024) fue una cantante y directora musical india de origen tamil. Era hija del compositor de cine Ilaiyaraaja y hermana de Karthik Raja y Yuvan Shankar Raja, también compositores, con quienes ha compartido los escenarios cantando junto a su padre. Fue galardonada bajo el Premio Nacional de Cine como la Mejor cantante de playback o reproducción femenina en 2001 por su interpretación de la canción "Mayil Pola Ponnu Onnu" de la película Bharathi, compuesta por su padre Ilaiyaraaja.

## Carrera
Bhavatharini hizo su debut como cantante en Raasaiya. Su primera canción fue un éxito. A partir de entonces, publicó álbumes compuestos por su padre y hermanos. También interpretó canciones compuestas por Deva y Sirpy. En 2001, fue nominada para el Premio Nacional por la canción "Mayil Pola Ponnu Onnu" en la película Bharathi, bajo dirección musical de Ilaiyaraaja.
Se convirtió en directora musical de la película de 2002 Mitr, My Friend, dirigida por Revathi y protagonizada por Shobana. Incursionó en la industria del cine en lengua Telugu con el filme Avunaa. También ha compuesto música para Phir Milenge, dirigida por Revathi y protagonizada por Shilpa Shetty, Abhishek Bachchan y Salman Khan.

## Vida personal
En 2005 se casó con R. Sabariraja, publicista e hijo del periodista S.N. Ramachandran. Falleció el 25 de enero de 2024 a los 47 años, de cáncer mientras recibía tratamiento para esta enfermedad en Sri Lanka.

## Filmografía
- 2001: Azhagi
- 2001: Friends
- 2005: Oru Naal Oru Kanavu
- 2006: Azhagai Irukkirai Bayamai Irukkirathu
- 2006: Thamirabharani
- 2008: Uliyin Osai
- 2008: Dhanam
- 2009: Paa (Hindi film)
- 2011: Mankatha

### Dirección musical
- 2002: Mitr, My Friend
- 2003: Avunaa
- 2004: Phir Milenge
- 2005: Amirtham
- 2005: Geeya Geeya